# Aroeira 3
Aroeira 3 est un crâne néandertalien ancien fragmentaire d'environ 400 000 ans, découvert en 2014 dans la grotte d'Aroeira à Torres Novas au Portugal. Sa morphologie ne correspond à aucune autre forme de référence mais montre cependant quelques traits néandertaliens. Il s'ajoute à d'autres crânes contemporains aux caractéristiques propres comme ceux de Tautavel, de la Sima de los Huesos, de Ceprano, et confirme la diversité des groupes humains en Europe au Pléistocène moyen, au détriment d'un scénario d'évolution linéaire depuis Homo heidelbergensis. Il était accompagné d'outils de pierre de mode 2 et d'os d'animaux calcinés, suggérant une maitrise du feu.

## Découverte
Le crâne était inclus dans un bloc calcaire. La taphonomie montre qu'il a été brisé de façon oblique dans le plan sagittal, avec la marge osseuse préservée en diagonale de l'arche supraorbitaire antérieure gauche, en passant à proximité du bregma, et continue en arrière vers l'astérion droit. Une portion circulaire de la région fronto-pariétale était présente à l'origine mais fut détruite dans le processus d'extraction par un marteau de démolition lourd dont l'utilisation était due à l'extrême solidité des sédiments. Les fragments furent collectés, et un bloc entier a été découpé pour poursuivre l'extraction du crâne en laboratoire. Un permis d'export a été reçu de l'autorité pour l'Héritage du Portugal : le bloc a été envoyé au Laboratoire de Conservation et Restauration du Centre de Recherche de l'Université complutense de Madrid et de l'Institut du Salut Carlos III sur l'Évolution et le Comportement Humains à Madrid. Il a fallu deux ans pour achever l'extraction, et l'analyse complète a pu être publiée en mars 2017.

## Morphologie

### Forme
Une caractéristique propre aux Néandertaliens est la forme générale du crâne. Après capture du spécimen par tomodensitométrie, on a pu copier en miroir la partie droite bien préservée de Aroeira 3 pour simuler le côté gauche et apprécier la forme d'ensemble. De cette façon on constate l'orientation verticale des pariétaux, très différente du type ancestral d'Homo ergaster où ils convergent fortement vers le haut. En vue postérieure, cette orientation verticale donne un aspect plutôt circulaire au crâne, opposé à l'aspect pentagonal marqué chez Homo ergaster.

### Volume
La Sima de los Huesos contient de nombreux crânes contemporains et merveilleusement conservés, dont les dimensions peuvent être comparées pour imaginer le volume encéphalique de Aroeira 3, malgré la seule présence de son côté droit. Ainsi ses diamètres transverses semblent au plus proche du crâne 5 de 1 090 cm3, mais davantage encore du crâne 4 (1 390 cm3) pour toutes les autres mesures. L'estimation conclut à un volume d'environ 1 100 cm3.

### Torus supra-orbitaire
Une des caractéristiques principales des européens du Pléistocène moyen est l'aspect du torus supraorbitaire. À Steinheim, Petralona, Bilzingsleben et dans la Sima de los Huesos, les arches supraorbitaires sont plus ou moins fusionnées. C'est aussi le cas, plus tôt dans le Pléistocène, pour le spécimen ATD6-15 d'Homo antecessor de la Gran Dolina. Cependant chez Arago 21 et l'Homme de Ceprano, ce caractère se rapproche davantage de spécimens africains comme ceux de Kabwe et Bodo, où les arches sont séparées, plus plates et moins incurvées. Bien que la morphologie précise des arches soit difficile à reconstituer pour Aroeira 3, elles semblent fusionnées autour d'une glabelle gonflée. Le côté droit préservé montre un arrondi, se rapprochant du spécimen de Bilzingsleben B1 plus que des autres. Malgré l'abrasion, on constate plus généralement que le torus est épais en comparaison du reste des individus du Pléistocène, assez proche de Bodo et Ceprano, mais moins épais que B1. Le pilier interorbital est large.

Crânes du Pléistocène moyen au torus supraorbitaire fin avec arches fusionnées
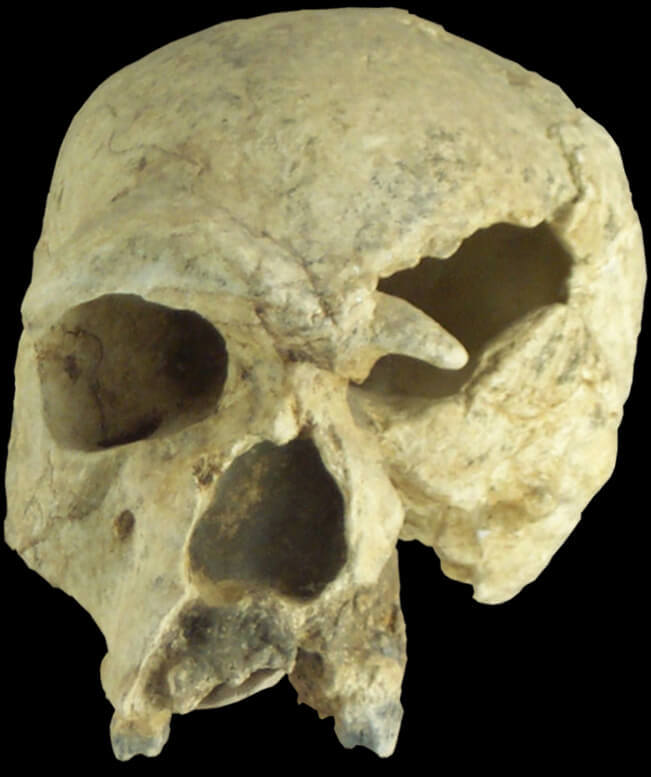
Homme de Steinheim, Allemagne, 300 à 350 ka.
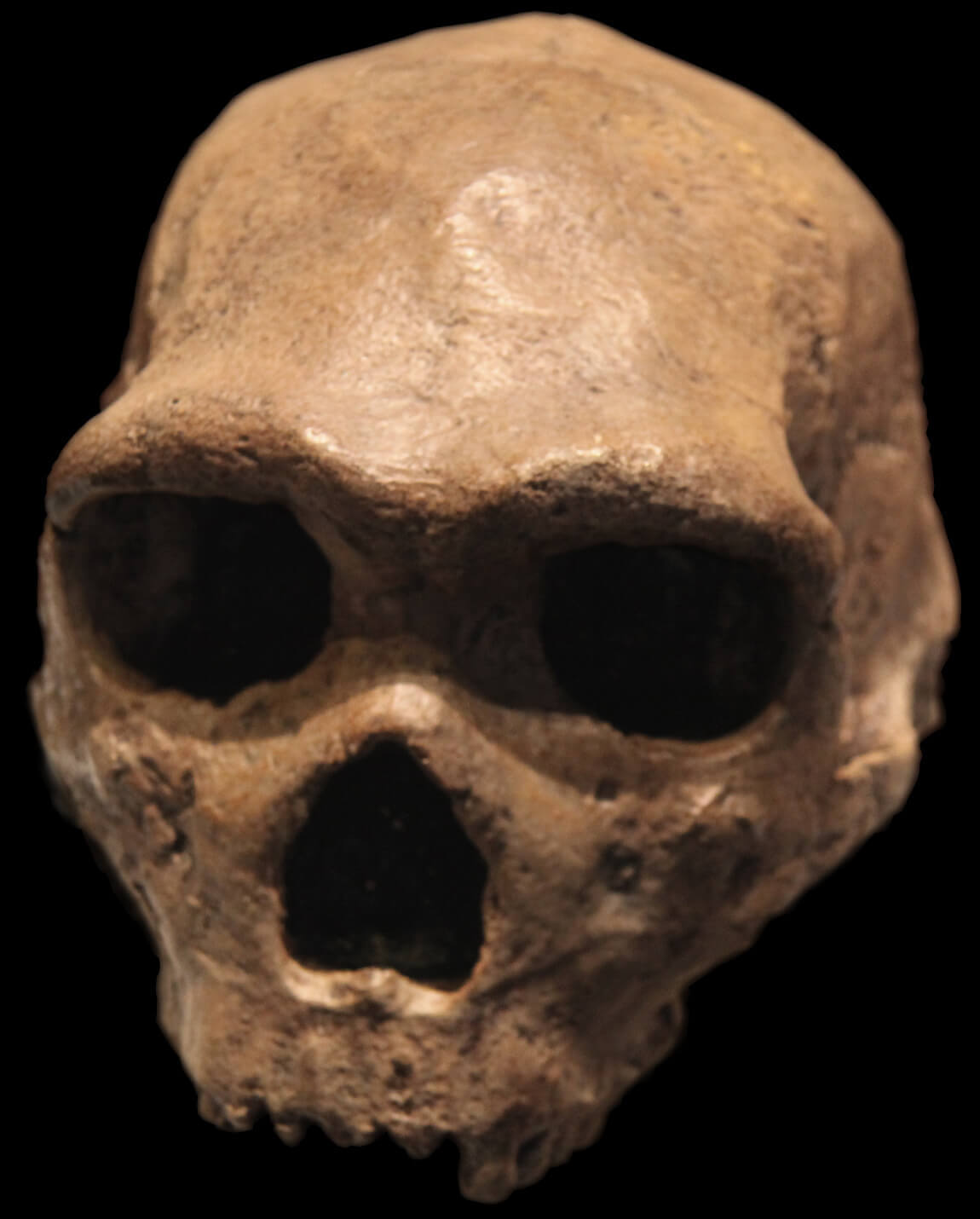
Homme de Petralona, Grèce, 700 ou 250 ka.
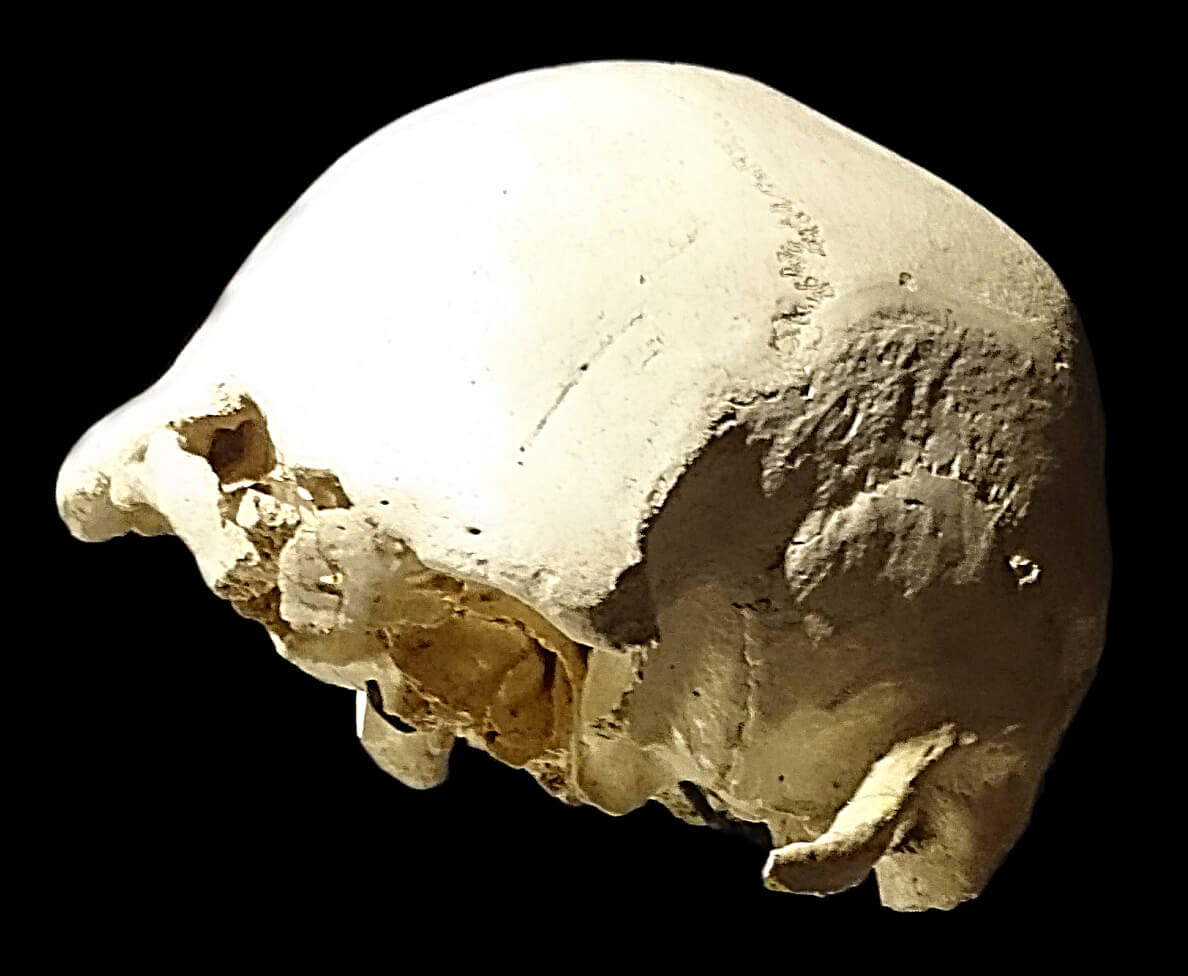
Crâne4 de la Sima de los Huesos, Espagne, 430 ka.
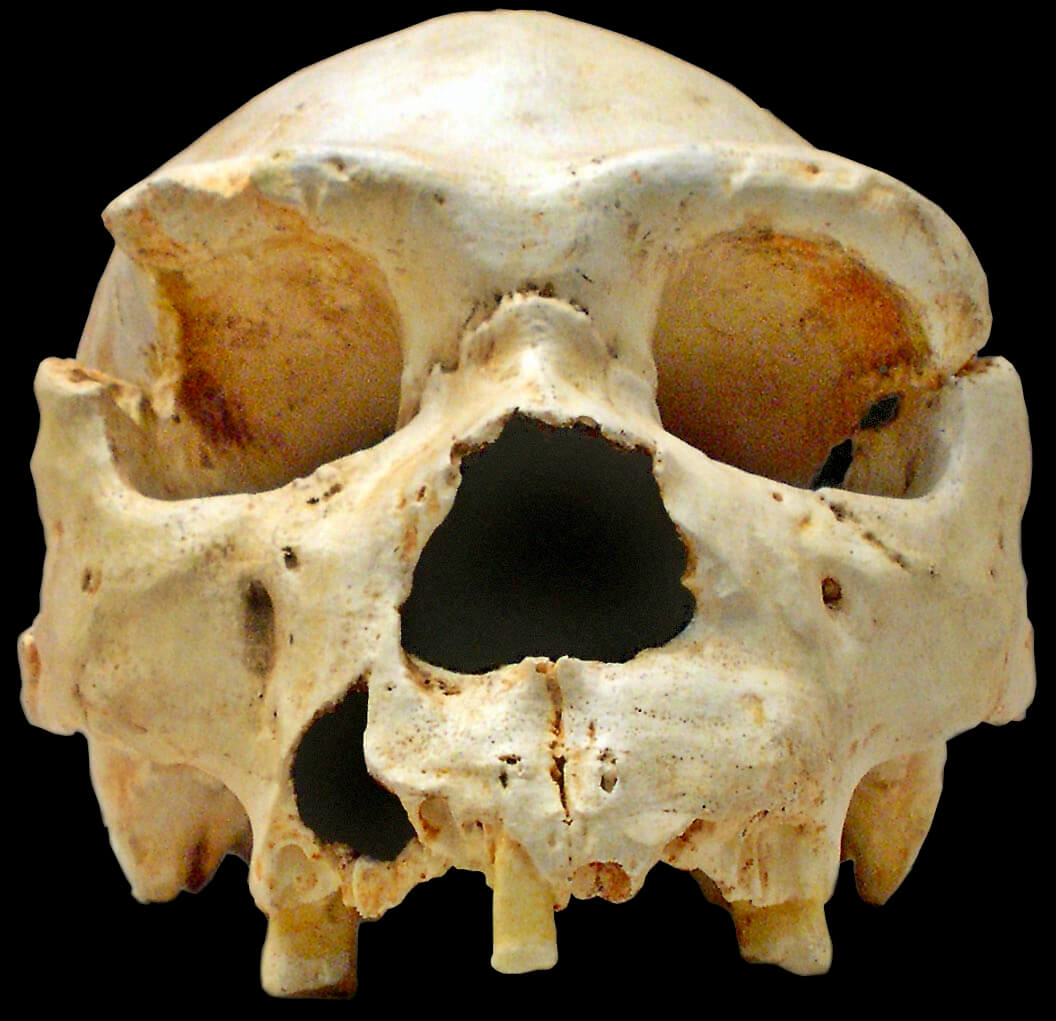
Crâne5 de la Sima de los Huesos, 430 ka.

Crânes du Pléistocène moyen au torus supraorbitaire large avec arches séparées et aplaties, glabelle gonflée
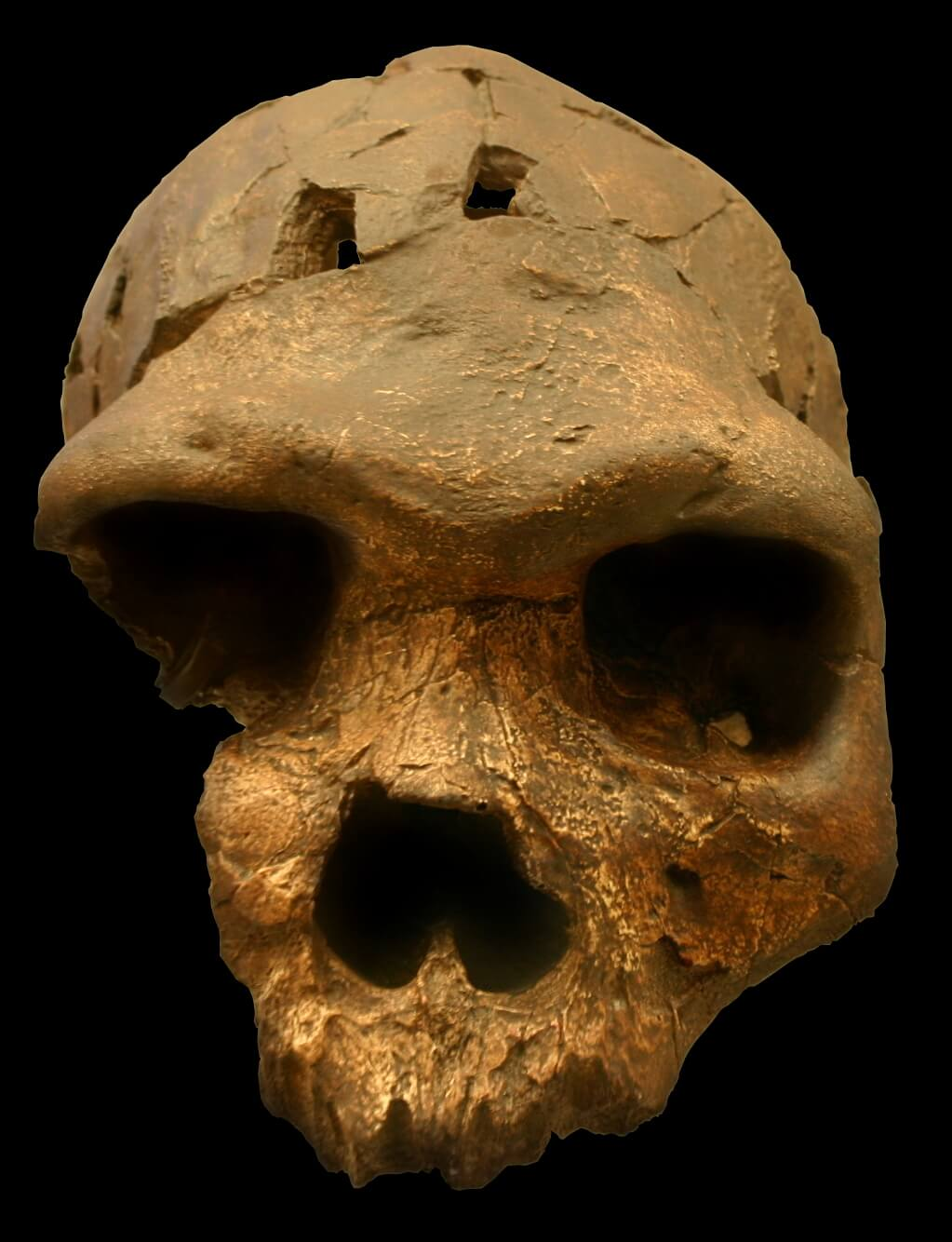
Homme de Bodo, Éthiopie, 600 ka.
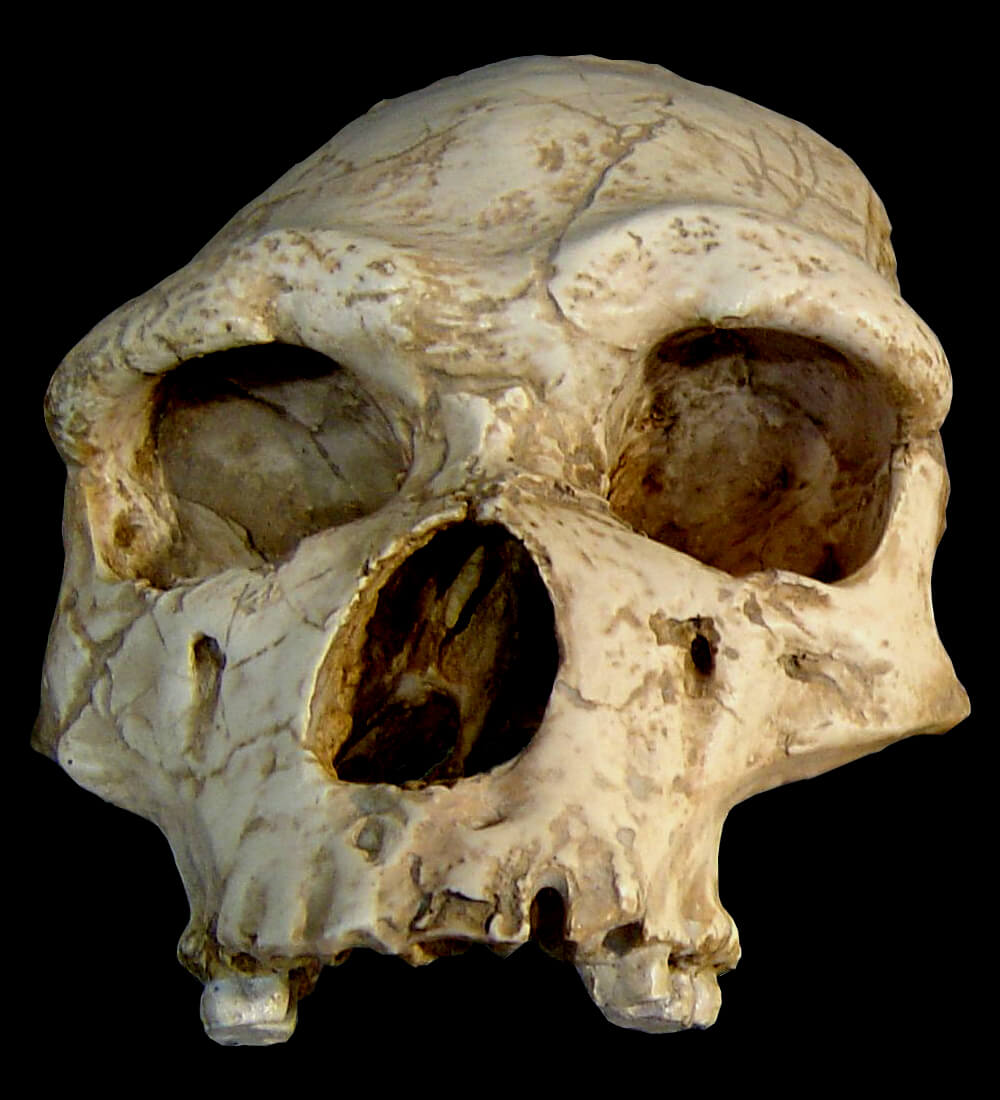
Arago 21 de Tautavel, France, 450 ka.
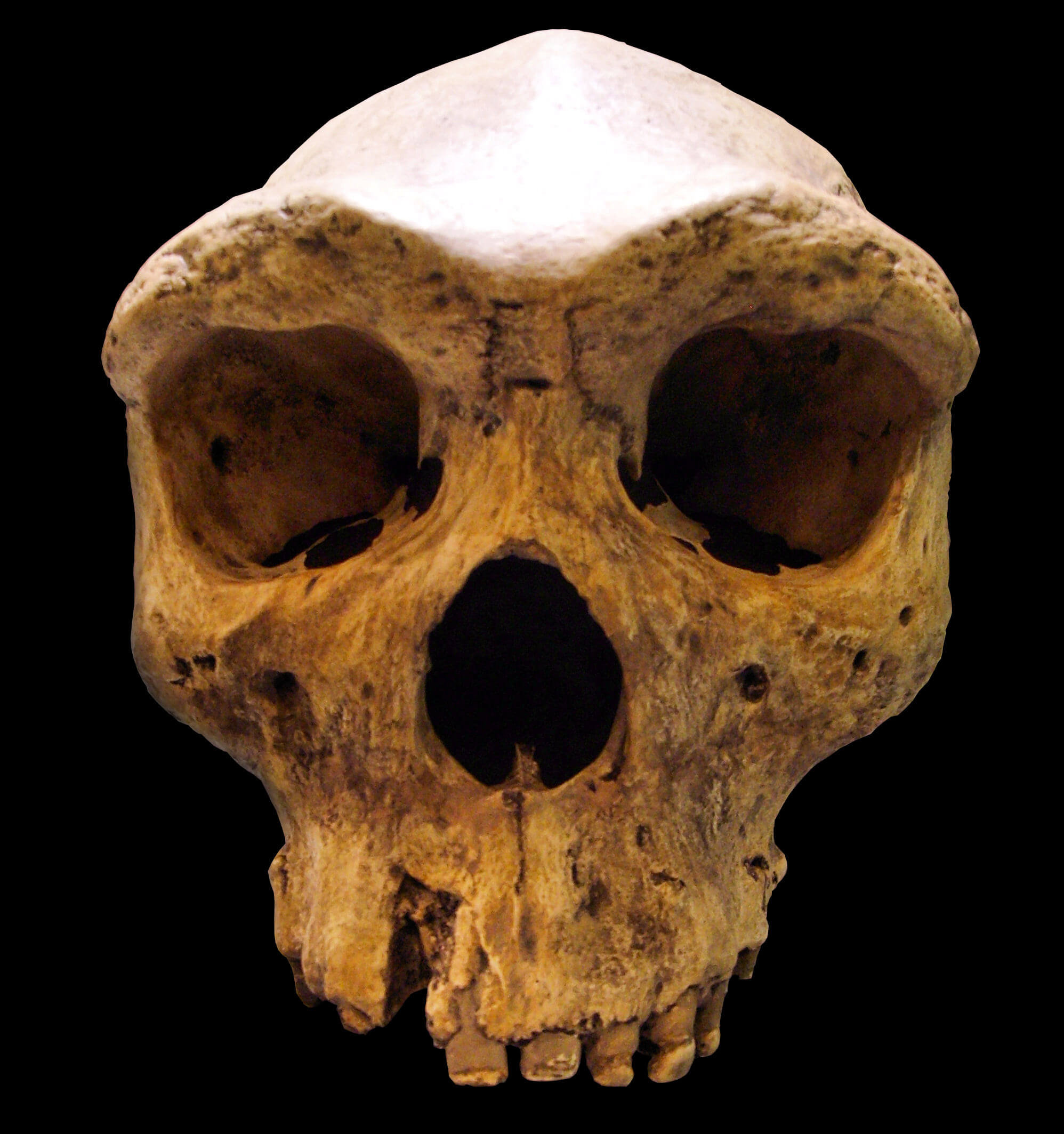
Homme de Kabwe, Zambie, 200 à 300 ka.
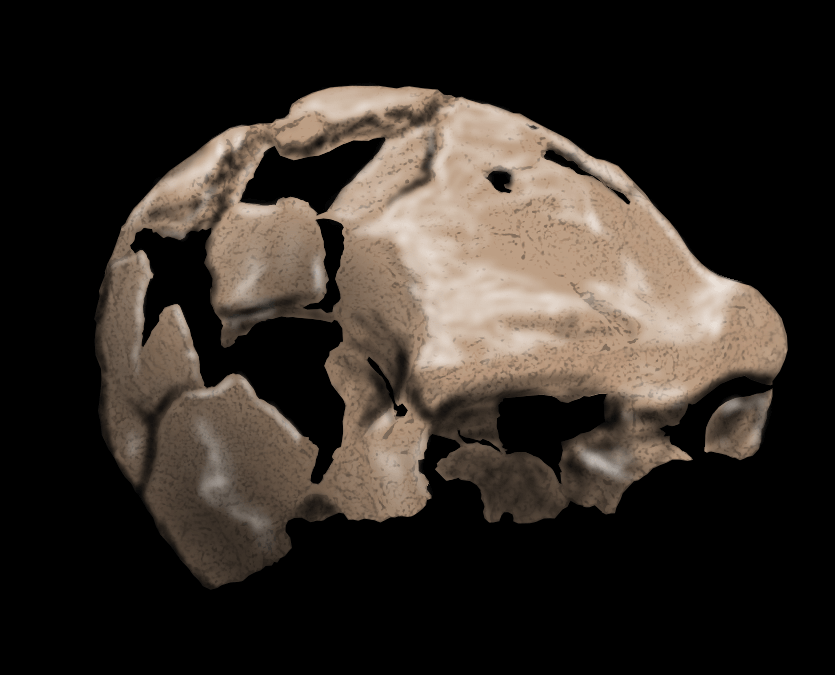
Homme de Ceprano, Italie, 350 ka.
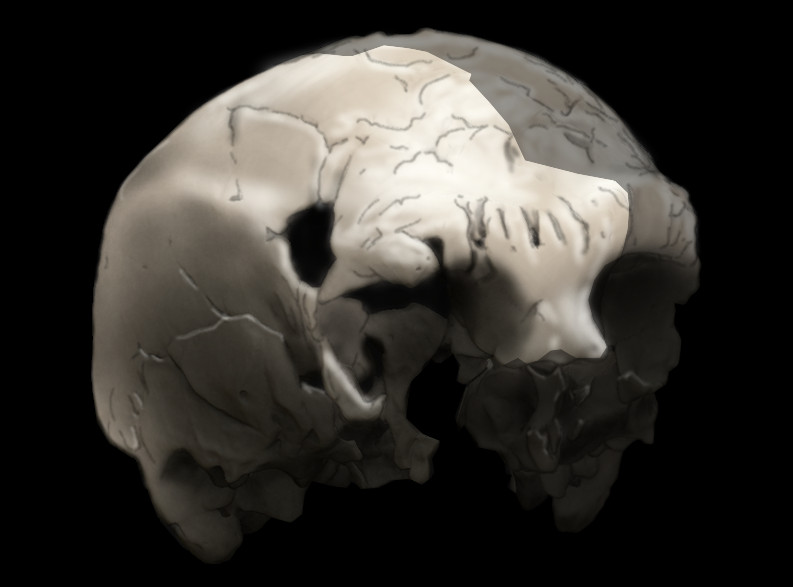
Aroeira 3, Portugal, 400 ka.

### Autres spécificités morphologiques
Un torus angulaire est présent dans l'angle mastoïdien de l'os pariétal. Ce caractère est seulement présent chez les plus robustes européens du Pléistocène moyen, comme Ceprano, Arago 47, et le crâne 4 de la Sima de los Huesos (SH). 
L'os temporal est presque complet et conserve plusieurs traits importants pour l'analyse. Il révèle une plus grande proximité avec la Sima de los Huesos qu'avec Homo erectus. Mais l'éminence articulaire est relevée, contrairement à Sima de los Huesos, Steinheim, Petralona, et aux Néandertaliens. Dans la vue inférieure, le processus mastoïde est projeté plus loin que chez les Néandertaliens.
Les marge nasales internes et la projection médiane, présentes chez Néandertal, manquent dans Aroeira 3. Elles manquent aussi dans SH mais sont identifiées chez Steinheim. 
Enfin, l'analyse des dents (Aroeira 1 et 2) indique un individu adulte mais l'analyse interne n'est pas possible, empêchant l'étude de la morphologie.

## Intérêt scientifique

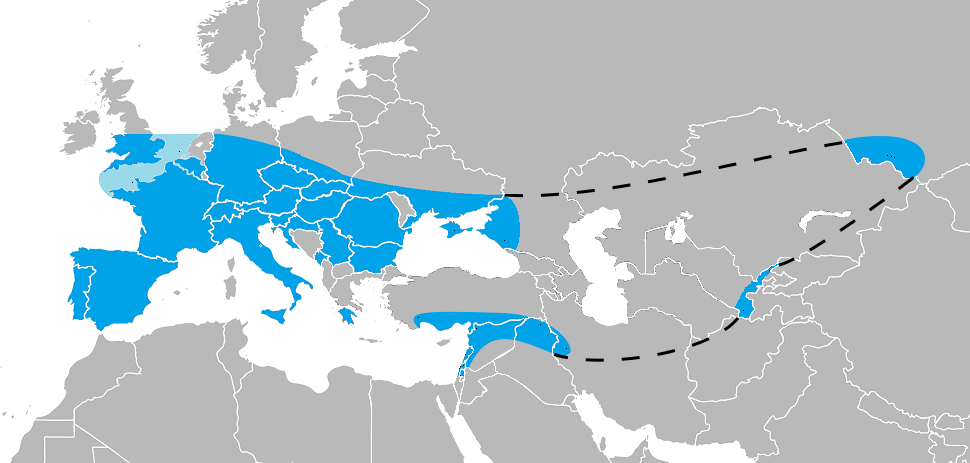
Extension connue de l'Homme de Néandertal

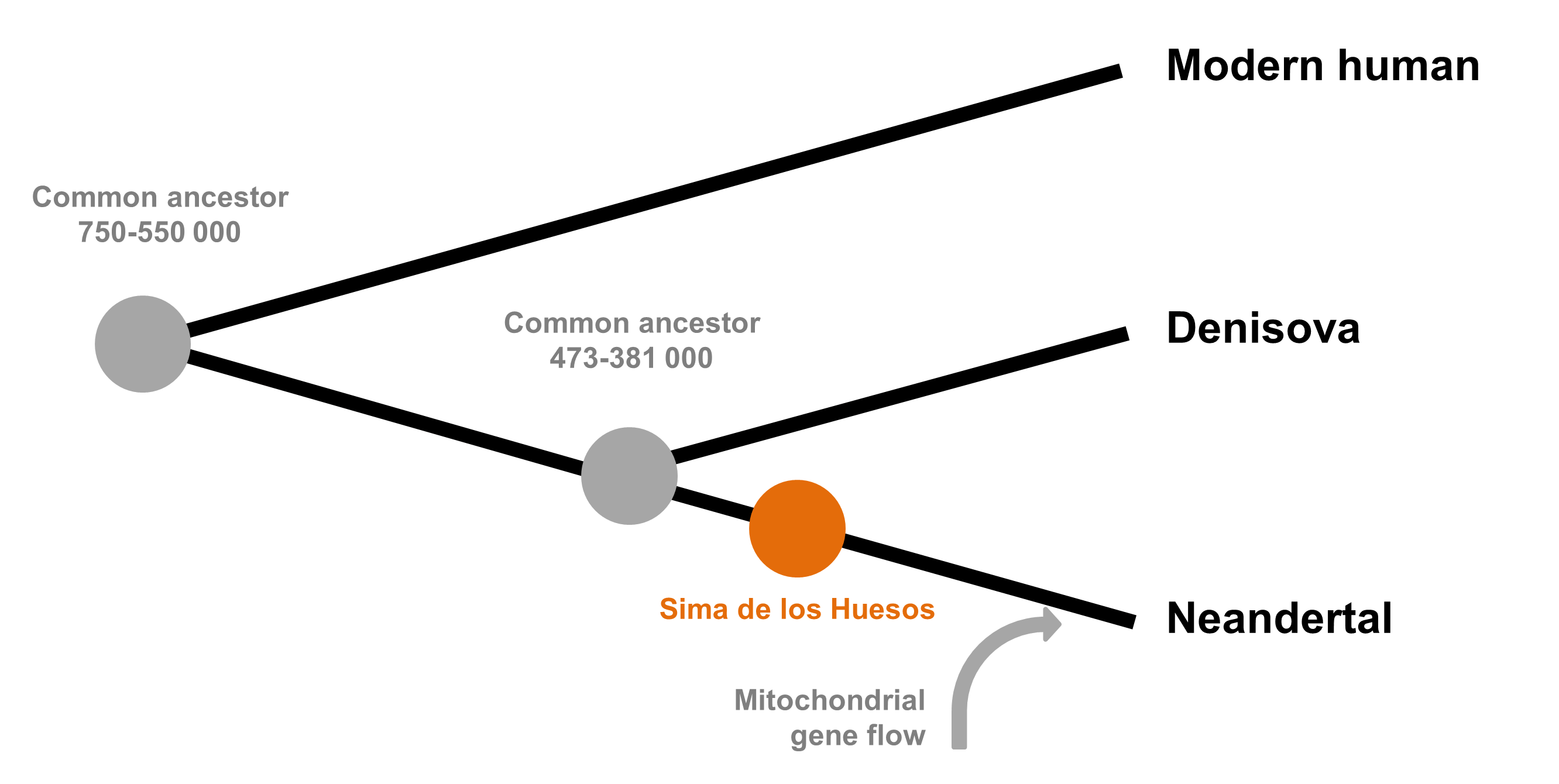
Ancêtres communs dont descendent Néandertal et les hommes modernes d'après la paléogénétique : la place qu'y tiendraient Homo heidelbergensis et les intermédiaires menant à l'homme moderne est encore débattue.

L'intérêt du crâne d'Aroeira est de confirmer la diversité des types néandertaliens anciens du Pléistocène moyen, au contraire d'un scénario d'émergence linéaire à partir d'Homo heidelbergensis. L'Homme de Néandertal s'est répandu en Europe, au Moyen-Orient, et en Asie Centrale, mais malgré l'analyse de son génome et la richesse du registre fossile, son origine est discutée. Les espèces plus anciennes sont beaucoup moins documentées, ce qui augmente le nombre d'hypothèses. Un consensus existe sur l'utilisation du terme « Néandertalien ancien » pour les fossiles intermédiaires qui présentent une partie des traits. Mais leur diversité interroge. On ne sait pas si la forme finale, dite « classique », des Néandertaliens émerge de tous ces types par brassage, par sélection de groupe, ou par une combinaison des deux.

## Classification
À la suite de cette découverte, la comparaison d'Aroeira 3 avec d'autres crânes contemporains laisse imaginer une classification des types morphologiques de la fin du Pléistocène moyen. Les auteurs de la première publication sur Aroeira 3 proposent trois catégories : 
- les Néandertaliens complets, à moins de 200 000 ans, qui montrent presque tous les traits dérivés néandertaliens.
- les Néandertaliens anciens, qui montrent certaines des caractéristiques, mais la forme générale de Néandertal en reste absente (type de la Sima de los Huesos). Aroeira 3 semble y appartenir d'après la glabelle, le processus mastoïde, même si sa combinaison de traits néandertaliens est différente de toute autre.
- les simili-Africains, comprenant Arago 21 et Ceprano, qui ne montrent pas de traits néandertaliens dans les régions préservées, ou bien où les caractères sont ambigus. Aroeira 3 y ressemble par son torus angulaire développé, comme pour le crâne 4 de la Sima de los Huesos, et son absence d'éminence articulaire aplatie[1].

Phylogénie des espèces récentes du genre Homo, 
d'après Strait, Grine & Fleagle (2015),
et Meyer & al. (2016) :
|  | Homo heidelbergensis †                                                          |
|  |                                                                                 |
|  | \| \| Homo denisovensis † \| \| \| \| \| \| Homo neanderthalensis † \| \| \| \| |
|  |                                                                                 |
|  | Homo denisovensis †                                                             |
|  |                                                                                 |
|  | Homo neanderthalensis †                                                         |
|  |                                                                                 |

|  | Homo denisovensis †     |
|  |                         |
|  | Homo neanderthalensis † |
|  |                         |

|  | Homo rhodesiensis † |
|  |                     |
|  | Homo sapiens        |
|  |                     |

|  | Homo heidelbergensis †                                                          |
|  |                                                                                 |
|  | \| \| Homo denisovensis † \| \| \| \| \| \| Homo neanderthalensis † \| \| \| \| |
|  |                                                                                 |
|  | Homo denisovensis †                                                             |
|  |                                                                                 |
|  | Homo neanderthalensis †                                                         |
|  |                                                                                 |

|  | Homo denisovensis †     |
|  |                         |
|  | Homo neanderthalensis † |
|  |                         |

|  | Homo rhodesiensis † |
|  |                     |
|  | Homo sapiens        |
|  |                     |

|  | Homo heidelbergensis †                                                          |
|  |                                                                                 |
|  | \| \| Homo denisovensis † \| \| \| \| \| \| Homo neanderthalensis † \| \| \| \| |
|  |                                                                                 |
|  | Homo denisovensis †                                                             |
|  |                                                                                 |
|  | Homo neanderthalensis †                                                         |
|  |                                                                                 |

|  | Homo denisovensis †     |
|  |                         |
|  | Homo neanderthalensis † |
|  |                         |

|  | Homo rhodesiensis † |
|  |                     |
|  | Homo sapiens        |
|  |                     |

|  | Homo heidelbergensis †                                                          |
|  |                                                                                 |
|  | \| \| Homo denisovensis † \| \| \| \| \| \| Homo neanderthalensis † \| \| \| \| |
|  |                                                                                 |
|  | Homo denisovensis †                                                             |
|  |                                                                                 |
|  | Homo neanderthalensis †                                                         |
|  |                                                                                 |

|  | Homo denisovensis †     |
|  |                         |
|  | Homo neanderthalensis † |
|  |                         |

|  | Homo rhodesiensis † |
|  |                     |
|  | Homo sapiens        |
|  |                     |

|  | Homo heidelbergensis †                                                          |
|  |                                                                                 |
|  | \| \| Homo denisovensis † \| \| \| \| \| \| Homo neanderthalensis † \| \| \| \| |
|  |                                                                                 |
|  | Homo denisovensis †                                                             |
|  |                                                                                 |
|  | Homo neanderthalensis †                                                         |
|  |                                                                                 |

|  | Homo denisovensis †     |
|  |                         |
|  | Homo neanderthalensis † |
|  |                         |

|  | Homo rhodesiensis † |
|  |                     |
|  | Homo sapiens        |
|  |                     |

|  | Homo heidelbergensis †                                                          |
|  |                                                                                 |
|  | \| \| Homo denisovensis † \| \| \| \| \| \| Homo neanderthalensis † \| \| \| \| |
|  |                                                                                 |
|  | Homo denisovensis †                                                             |
|  |                                                                                 |
|  | Homo neanderthalensis †                                                         |
|  |                                                                                 |

|  | Homo denisovensis †     |
|  |                         |
|  | Homo neanderthalensis † |
|  |                         |

|  | Homo rhodesiensis † |
|  |                     |
|  | Homo sapiens        |
|  |                     |

|  | Homo heidelbergensis †                                                          |
|  |                                                                                 |
|  | \| \| Homo denisovensis † \| \| \| \| \| \| Homo neanderthalensis † \| \| \| \| |
|  |                                                                                 |
|  | Homo denisovensis †                                                             |
|  |                                                                                 |
|  | Homo neanderthalensis †                                                         |
|  |                                                                                 |

|  | Homo denisovensis †     |
|  |                         |
|  | Homo neanderthalensis † |
|  |                         |

|  | Homo rhodesiensis † |
|  |                     |
|  | Homo sapiens        |
|  |                     |

|  | Homo heidelbergensis †                                                          |
|  |                                                                                 |
|  | \| \| Homo denisovensis † \| \| \| \| \| \| Homo neanderthalensis † \| \| \| \| |
|  |                                                                                 |
|  | Homo denisovensis †                                                             |
|  |                                                                                 |
|  | Homo neanderthalensis †                                                         |
|  |                                                                                 |

|  | Homo denisovensis †     |
|  |                         |
|  | Homo neanderthalensis † |
|  |                         |

|  | Homo rhodesiensis † |
|  |                     |
|  | Homo sapiens        |
|  |                     |